# لیوینگستون (نیویورک)
لیوینگستون (به انگلیسی: Livingston Manor) یک منطقهٔ مسکونی در ایالات متحده آمریکا است که در نیویورک واقع شده‌است. لیوینگستون ۱٬۲۲۱ نفر جمعیت دارد.